# Torbjörn Righard
Torbjörn Righard, född den 15 april 1967 i Lund, är en saxofonist och låtskrivare. Han har släppt skivor som soloartist, samt med grupperna Alwa och Agurk Players.

## Diskografi

### Som soloartist
- 2023 — Touch the Music, Deliberate Music, DLBRTLP009
- 2017 — Leaving Elm Street, Deliberate Music, DLBRTCD 003, DLBRTLP 001
- 2012 — The Silent Room, Hulema Records, HR 01

### Med Alwa
- 2002 — Alwa, Amigo, AMCD 747

### Med Agurk Players
- 1995 — Bodyfunction Mama, Pep Pop Productions, PPP 0354
- 1993 — 76.26 Minutes With Agurk Players, egenproducerad

### Övrig medverkan på utgivningar

#### Nils Bondesson
- 2015 — Blues Dreams, Rootsy, ROOTSY 111
- 2010 — Happy Hour, WIME Records, WMM 007

#### Rickard Lindgren
- 2012 — Grace, Rootsy, ROOTSY 050

#### The Creeps
- 1993 — Seriouslessness, WEA, 4509-93477-2